# The Clan Pt. 1 Lost
The Clan Pt. 1 Lost è il terzo EP del gruppo musicale sudcoreano Monsta X, pubblicato nel 2016.

## Tracce
1. Ex Girl (feat. Wheein of Mamamoo) – 3:23
2. All In (걸어) – 3:10
3. Stuck (네게만 집착해) – 3:45
4. Sweetheart (백설탕) – 3:15
5. Unfair Love (반칙이야) – 3:18
6. Because of U – 3:03

## Premi
- Golden Disc Awards
  - 2017: "Disc Bonsang"